# Acfredo de Aquitania
Alfredo de Aquitania o Alfredo el Joven fue conde de Auvernia y duque de Aquitania desde el año 926 al 927, año de su fallecimiento.

## Biografía
Hijo del conde de Rasez, Acfredo I de Carcasona (?-905) y de Adelaida, hija de Bernardo III de Tolosa, era hermano de Guillermo el Joven y sobrino de Guillermo I de Aquitania. Fue el último heredero directo de su casa. Su título de «duque» solo aparece en una carta póstuma de 928.
Tras la muerte de su hermano, Guillermo II de Aquitania en 926, lo sucedió en los títulos de duque de Aquitania y conde Auvernia.
Bajo su gobierno, el ducado siguió soportando incursiones y ataques, tanto por parte de los vikingos del Loira como de aquellos que venían del Sena. 
Solo un año después de acceder al gobierno murió sin dejar descendientes varones, contrajo matrimonio con Arsende de Narbona, hija de Francisco II de Narbona, vizconde de Narbona, y de Arsinda de Ampurias, de quien tuvo:
1. Arsenda de Carcasona, condesa heredera de Carcasona y de Razès (900-970) casó con el conde Arnaldo I de Cominges.

Antes de morir, eligió como heredero a Ebalus el Bastardo, por lo cual, a su fallecimiento, tanto Aquitania como Auvernia volvieron al control de la casa de Poitiers.